# Maesil-ju
Maesil-ju (en hangul, 매실주; en hanja, 梅實酒), también llamado vino de ciruela o licor de ciruela, es una bebida alcohólica coreana infusionada con maesil (ciruela china).

## Ingredientes
El maesil-ju se hace principalmente con maesil (매실; 梅實; "ciruelas"), preferiblemente hwangmae maduras (황매; 黃梅; "ciruelas amarillas"), que son fragantes, firmes y de color amarillento. Los cheongmae inmaduros (청매; 靑梅; "ciruelas verdes"), más firmes y menos fragantes, también se pueden utilizar. Las ciruelas magulladas o demasiado maduras pueden enturbiar el vino. Deben evitarse las frutas dañadas, ya que el contacto directo de las semillas de ciruela con alcohol puede producir una pequeña cantidad de ácido prúsico, debido a la amigdalina en las semillas de ciruela. Sin embargo, la toxicidad desaparece después de un año de maduración. Las ciruelas maduras tienen un contenido de amigdalina mucho menor.
Normalmente, se utilizan tres litros de soju (de alc. 20% vol.) y de 100 a 150 gramos de azúcar por kilogramo de ciruelas. El azúcar se puede sustituir con un poco más de miel, y el soju de 20% vol. se puede sustituir por dos litros de soju (o cualquier otro licor sin sabor) de 30% vol. y un litro de agua.

## Preparación
Las ciruelas se lavan en agua fría y se secan en una bandeja durante un día. Las ciruelas secas y el soju se agregan a una jarra de vidrio o de barro esterilizada y se infusionan durante unos 100 días. A continuación, se extraen los frutos mediante un tamizado y se añade azúcar al vino de ciruela. El vino se puede consumir inmediatamente, pero de tres a seis meses de maduración enriquecerán enormemente el sabor del vino.

## Consumo
Su uso más común es como vino de postre, como aperitivo con hielo o mezclado en un cóctel, aunque algunos lo emplean como vino durante la comida.

## Comercio
Marcas populares y reconocidas de maesil-ju incluyen Mae hwa soo, Matchsoon, y Seoljungmae.